# Angela Rockwood
Angela Rockwood là một người mẫu kiêm diễn viên người Mỹ, được biết đến qua vai diễn trong loạt phim truyền hình V.I.P và chương trình truyền hình thực tế Push Girls.

## Đầu đời
Rockwood sinh ra ở Clovis, New Mexico, là con cả trong một gia đình có bốn người con gốc Đức-Thái và lớn lên ở Philippines, Tây Ban Nha và Guam. Ở tuổi 22, cô chuyển nơi sinh sống từ San Francisco đến Los Angeles để hoàn thành việc học trường nghệ thuật và làm việc với các nhà thiết kế gồm Michelle Bohbot và Bijan. Sau đó, cô đã từ chối công việc họa sĩ phác họa chân dung tội phạm cho LAPD và thay vào đó đồng ý làm người mẫu cho nhà thiết kế Michelle của Bisou Bisou.

## Tai nạn xe hơi
Vào ngày 3 tháng 9 năm 2001, Rockwood đã bị thương trong một vụ tai nạn xe hơi trên Xa lộ Liên tiểu bang 5 của California giữa San Francisco và Los Angeles. Khi đoàn xe trở về vào đêm khuya sau chuyến thăm phù dâu chính cho hôn lễ sắp tới của cô với Dustin Nguyễn thì người lái xe (cũng là một trong những phù dâu của Rockwood) đã bị mất tay lái khiến tai nạn xảy ra. Nữ diễn viên người Mỹ gốc Việt Thuy Trang của Mighty Morphin Power Rangers đã thiệt mạng trong vụ tai nạn do nội thương.
Rockwood bị văng ra khỏi xe trước cú va chạm cuối cùng và trở thành người liệt tứ chi. Các bác sĩ cho cô 3% cơ hội lấy lại những kỹ năng vận động và cảm giác bên dưới cổ. Thông qua vật lý trị liệu, cô sau đó đã lấy lại được một phần cử động ở ngón trỏ trái của mình hai tháng sau vụ tai nạn. Ba tháng sau, cô có thể chạm vào đỉnh đầu của mình. Năm 2003, Rockwood được điều trị bằng tế bào gốc ở Bồ Đào Nha và cuối cùng có thể sử dụng xe lăn bằng tay.

## Sự nghiệp sau tai nạn
Vào năm 2012, The Sundance Channel đã thông báo về việc sản xuất Push Girls, một loạt chương trình truyền hình thực tế nói về cuộc sống chung của người bệnh với chứng bại liệt ở Hollywood do Gay Rosenthal sản xuất, trong đó có đưa Rockwood vào một trong số "bốn phụ nữ năng động, thẳng thắn và xinh đẹp" ở khu vực Los Angeles.

## Cuộc sống cá nhân
Rockwood đã kết hôn với nam diễn viên Dustin Nguyễn vào ngày 14 tháng 2 năm 2002. Họ ly thân và ly hôn năm 2012.